# بني عمرو (مركز)
بني عمر: إحدى مراكز محافظة النماص بمنطقة عسير جنوب غرب المملكة العربية السعودية. تقع في شمال المحافظة على مسافة 45 كيلاً، ويقطنها 9250 نسمة. وبها عدد من الدوائر الحكومية والخاصة: مركز إداري، دفاع مدني، فرع البيئة والمياه والزراعة، فرع بلدية، فرع كتابة عدل، مخفر شرطة، مكتب بريد، مكتب تعليم، مركز الرعاية الصحية الأولية، عدد من المدارس والمجمعات الحكومية للبنين والبنات، فرع جمعية البر الخيرية، فرع مصرف الراجحي، صيدلية النهدي والسنافي، ومجمع السلام التجاري، وعدد من الأسواق والمحلات التجارية ومباني الوحدات السكنية والشقق المفروشة، ومنتجع ساوث مون والعديد من قاعات وقصور الافراح 